# Пражское восстание (1945)
Пражское восстание (чеш. Pražské povstání) — стихийное антигитлеровское восстание, возглавленное Чешским национальным советом (ЧНС) и подпольной комендатурой Праги «Бартош», поддержанное 1-й пехотной дивизией РОА ВС КОНР под командованием генерал-майора Сергея Буняченко. Боевые действия начались 5 мая и продолжались вплоть до 9 мая 1945 года. Восстание привело к большим неоправданным человеческим жертвам.

## Боевые действия
Планы восстания против оккупантов чешское подполье вынашивало давно, однако вспыхнуло оно практически стихийно. Толчком к нему стало распоряжение властей протектората Богемии и Моравии, разрешивших вывешивать на улицах национальные флаги. Коллаборантское правительство рассматривало вариант принять власть от немцев и попытаться договориться с США и Англией, чьи войска в последние дни апреля 1945 года уже вступили на территорию Чехии с запада.
Жители Праги не ограничились только вывешиванием национальных флагов, а принялись уничтожать и символы оккупации — немецкие вывески и указатели. Нападениям подверглись немецкие административные учреждения, административный персонал и гражданские лица немецкой национальности. Немецкие власти попытались пресечь беспорядки, что привело к первым перестрелкам и жертвам с обеих сторон. В ответ пражане массово взялись за оружие.
5 мая пражское радио стало передавать ранее запрещенные музыку и программы. В эфир выходит призыв: «Призываем чешскую полицию, жандармерию и войска немедленно явиться к Чешскому радио!» К зданию на Швериновой (ныне Виноградской) улице прибывают чешские полицейские, поддержавшие восстание. Также туда прибывают и части вермахта и Ваффен-СС. У радио начался жестокий бой, продолжавшийся все четыре дня восстания.
Координировать вспыхнувшее восстание пытается Чешский национальный совет (ЧНС) — подпольная организация, созданная представителями основных политических партий. Возглавил совет профессор Альберт Пражак, партию коммунистов представлял Йозеф Смрковский (в конце 60-х он станет одним из ведущих деятелей «пражской весны»). Совету подчинялась военная структура — командование «Бартош» во главе с генералом Карелом Кутлвашром.
В тот момент на территории Чехии находилась немецкая группа армий «Центр» численностью около 900 000 человек (1900 танков, около 1000 самолётов и 9700 орудий) под командованием генерал-фельдмаршала Фердинанда Шёрнера. Несмотря на то, что Берлин уже капитулировал, а Гитлер был мертв, в 50-70 километрах к востоку от Праги немцы вели упорные бои с советскими войсками. Узнав о восстании, Шёрнер начинает срочную переброску подкреплений в город. В ответ по радио прозвучало обращение к жителям города: «Пражане, мы зовем вас в бой за Прагу, за честь и свободу народа! Стройте баррикады! Будем сражаться! Союзные армии приближаются! Надо выдержать, остаются всего лишь часы. Выстоим! Вперед, в бой!»
В течение 5 и 6 мая в Праге было возведено свыше 1600 баррикад и заграждений, мешавших продвижению немецкой техники, а число восставших, вооружённых стрелковым оружием (отнятым у немцев или сброшенным ранее с британских самолётов), достигло 30 тысяч человек. Тем не менее натиск прибывающих на помощь немецкому гарнизону подкреплений только усиливался, против восставших была применена авиация. Разъярённые сопротивлением, эсэсовцы развязали против населения в городе настоящий террор. Однако, командующий войсками Ваффен-СС в Чехии генерал К. фон Пюклер-Бургхаус с некоторым удивлением докладывал фельдмаршалу Шёрнеру: «Мятежники сражаются, вопреки ожиданиям, хорошо и смело. У них есть фаустпатроны и четырёхствольные зенитные пулемёты».
Неожиданно для немцев, у повстанцев появился союзник: оказавшаяся в районе Праги 1-я пехотная дивизия Русской освободительной армии, под командованием генерал-майора Буняченко, которая уже несколько дней фактически не подчинялась германскому командованию. По имеющимся данным, эту дивизию пригласил в Прагу для борьбы с немцами член ЧНС, руководитель организации бывших чехословацких военнослужащих «Бартош» генерал Кутлвашр (до германской оккупации он командовал дивизией, а затем служил гражданским чиновником в пражском магистрате). Посланец Кутлвашра капитан Рендл встретился с Буняченко 3 мая.
Утром 6 мая пражское радио передало открытым текстом: «Офицеры и солдаты армии Власова! Мы верим, что вы на последнем этапе борьбы против немецких захватчиков, как русские люди и советские граждане, поддержите восставшую Прагу».
К концу 5 мая 1-я дивизия ВС КОНР, развернувшись в боевые порядки, уже вошла в окрестности города. Чины дивизии получили специальные бело-сине-красные повязки для того, чтобы восставшие могли отличать их от солдат немецкого гарнизона. В час ночи 7 мая командование КОНР передало своим частям приказ о переходе в наступление. В приказе говорилось: «Нужно взять Прагу для спасения наших братьев-чехов». Действия войск КОНР были достаточно успешными и заметно воодушевили восставших.
Силы 3-го пехотного полка подполковника Георгия Рябцева блокировали аэродром в Рузине, где располагалась авиачасть «Хогебак», в авиапарке которой находились реактивные истребители Ме.262. 1-й пехотный полк подполковника Архипова, захватив мосты через реку Влтаву, вошёл в город и с боями двигался к центру Праги. Артиллерия дивизии Буняченко подвергла обстрелу места скопления эсэсовцев и штаб немецкого командования.
Уже 7 мая в 08:00 Пражское радио сообщило, что немецкие подразделения «толпами сдаются» власовским солдатам, а вся улица, по словам очевидца, якобы стала «сплошным военным лагерем власовских частей».
Когда 1-му пехотному полку удалось побудить сложить оружие сильный немецкий гарнизон на Лобковицовой площади, вокруг которой уже несколько дней шли бои, и взять в плен около 500 человек, это имело большой успех, изменивший ситуацию во всём центре города.
2-й пехотный полк подполковника Артемьева преградил подход войск СС с юга. Значительная часть города была полностью очищена от немецкого гарнизона. Вечером 7-го мая власовцы (не имея каких-либо гарантий со стороны ЧНС относительно их статуса и опасаясь быть пленёнными советскими войсками) стали уходить на запад, только незначительная часть бойцов осталась с чешскими повстанцами. Уход войск РОА вновь значительно усложнил положение восставших.
8 мая командующий германской группы армий «Центр» генерал-фельдмаршал Фердинанд Шёрнер, узнав о капитуляции Германии и приближении советских войск, в течение нескольких часов пытался договориться с ЧНС о проходе его войск через город на запад без боя. Вскоре он получил от ЧНС согласие и немецкие войска начали покидать город.
Общее отступление из района Праги и западнее Праги частей Вермахта и СС быстро переросло в паническое бегство в сторону западной границы Чехословакии. В 4 часа утра 9 мая 1945 года передовые части 3-й гвардейской и 4-й гвардейской танковых армий 1-го Украинского фронта вступили в Прагу. Первым в город вошёл головной дозор 63-й гвардейской Челябинской танковой бригады из трех танков под командованием командира взвода гвардии мл. лейтенанта Буракова Л. Е. (танк № 1-23 — командир танка гвардии младший лейтенант Котов П. Д., танк № 1-24 — командир танка гвардии лейтенант Гончаренко И. Г., танк № 1-25 — командир взвода гвардии младший лейтенант Бураков Л. Е.). В бою за Манесов мост танк Т-34 № 1-24 был подбит, гвардии лейтенант Иван Гончаренко погиб (его именем была названа улица в Праге). Следом за передовыми отрядами к городу непрерывно подходили остальные войска.
К 13 часам 9 мая в Прагу вступил передовой отряд 6-й гвардейской танковой армии 2-го Украинского фронта. Сопротивление отдельных подразделений дивизий СС «Рейх», «Викинг» и «Валленштейн» продолжалось до 16:00, когда не успевшие эвакуироваться немецкие части окончательно капитулировали. К 18 часам вечера в Прагу вступила также мобильная группа 4-го Украинского фронта, кольцо окружения вокруг главных сил группы армий «Центр» было замкнуто.

## Жертвы
Восстание привело к большим неоправданным человеческим жертвам. Погибло более 3500 человек со стороны повстанцев и горожан. Было убито около тысячи солдат немецкого гарнизона и гражданских лиц немецкой национальности. Погибло около 300 военнослужащих 1-й дивизии ВС КОНР в сражениях с немцами, а также около 200 военнослужащих РОА сражавшиеся на стороне пражских повстанцев и оставленные в пражских госпиталях, были убиты советскими солдатами прямо на больничных койках; всего в Праге и её окрестностях было расстреляно без суда и следствия около 600 бойцов РОА.
При освобождении Праги в окрестностях города погибло более тысячи советских солдат. По чешским данным, непосредственно в самой Праге 9 мая 1945 года погибло 54 советских воина. По мнению чешского историка Игоря Лукеша, благодаря тому, что бои в городе практически закончились, советские потери якобы составили вообще не более десяти человек, что сделало «взятие Праги» наиболее бескровной победой советской армии за всю войну.

## Память
- В декабре 2019 года муниципальный совет пражского района Ржепорие единогласно одобрил возведение памятника бойцам РОА, павшим при освобождении Праги[11].